# Peeping Tom
Peeping Tom és una pel·lícula britànica dirigida per Michael Powell, estrenada l'any 1960.	

## Argument[1]
Böhm és un psicòpata que fotografia les seves víctimes mentre moren, és un home profundament pertorbat, i el desequilibri té les seves arrels en la infància. El seu pare, un científic obsessionat per estudiar les reaccions infantils davant la por, va destrossar la seva psique i el va convertir en un adult acomplexat i afectat per una demència demoníaca. El personatge necessita registrar en imatges el terror que senten les seves víctimes abans de morir. Per això exerceix la professió de fotògraf, per encobrir les seves intencions i poder satisfer els morbosos impulsos sense aixecar sospites.

## Comentaris
En la seva estrena a França el setembre de 1960, un crític va escriure que el film era "un espectacle malsà i perillós en el terreny de la higiene mental. L'exemple d'aquesta demència cal desaconsellar-la a tots els públics". A Gran Bretanya, la crítica es va acarnissar menys ferotgement utilitzant tota mena d'epítets desqualificadors, mentre que als Estats Units la pel·lícula era confinada a sales marginals. A Espanya la seva estrena es va produir gairebé dues dècades més tard gràcies al descobriment que va fer el festival nord-americà de Telluride d'una versió restaurada promocionada per Martin Scorsese per a
tothom.
Un acolliment tan ferotgement negatiu va provocar l'ensorrament en picat de la futura carrera del director Michael Powell (aquesta vegada sense el seu inseparable Emeric Pressburger), que no va poder recuperar-se de la mala premsa ni de l'hostilitat de la indústria que, de fet, el va declarar persona no grata. El seu gran pecat havia estat avançar-se al seu temps uns vint anys, si més no.
Curiosament, aquell mateix any Hitchcock estrenava Psicosi, en la qual també hi era present el voyeurisme. Powell va molt més enllà que Hitchcock. Utilitza la càmera de cinema de l'assassí com una prolongació de la mirada de l'espectador, convertint-lo així gairebé en còmplice dels assassinats. Evidentment, no tracta de justificar-los sinó d'explicar-los des del punt de vista de qui els comet.

## Repartiment
| - Carl Boehm: Mark Lewis - Anna Massey: Helen Stephens - Maxine Audley: Mrs. Stephens - Moira Shearer: Vivian - Esmond Knight: Arthur Baden - Michael Goodliffe: Don Jarvis - Jack Watson: Inspector Gregg - Brenda Bruce: Dora - Miles Malleson: el client gran - Esmond Knight: Arthur Baden - Martin Miller: Dr. Rosan - Shirley Anne Field: Diane Ashley - Pamela Green: Milly - Bartlett Mullins: M. Peters - Nigel Davenport: Sergent Miller - Brian Wallace: Tony - Susan Travers: Lorraine | - Maurice Durant: Cap de publicitat - Brian Worth: director adjunt - Veronica Hurst: Miss Simpson - Alan Rolfe: detectiu de la botiga - John Dunbar: doctor de la policia - Guy Kingsley-Poynter: Tate, un cambrer - Keith Baxter: Baxter, un policia - Peggy Thorpe-Bates: Mme Partridge - John Barrard: el petit home - Roland Curram: el petit home que fa extres - Robert Crewdson: el gran venedor - Paddy Edwardes: la jove que fa extres - Frank Singuineau: el primer electricista - Margaret Neal: la madrastra - Michael Powell: el pare de Mark - Columba Powell: Mark, de petit |